# Anneke Blok
Anneke Blok (Rheden, 24 de diciembre de 1959) es una actriz neerlandesa. En 2008 ganó el Becerro Dorado en el Festival de Cine de los Países Bajos por su interpretación de Anne en Tiramisu.

## Filmografía seleccionada
| Año  | Título             | Rol  | Notas |
| ---- | ------------------ | ---- | ----- |
| 1990 | Vigour             |      |       |
| 1996 | Another Mother     |      |       |
| 1997 | Freemarket         |      |       |
| 1999 | Man, Vrouw, Hondje |      |       |
| 2005 | Winky's Horse      |      |       |
| 2006 | Keep Off           |      |       |
| 2007 | Alles is Liefde    |      |       |
| 2008 | Winter in Wartime  |      |       |
| 2008 | Tiramisu           | Anne |       |
| 2013 | Soof               |      |       |